# جورج غلوفر
جورج غلوفر (13 مايو 1870 في المملكة المتحدة - 15 نوفمبر 1938) (بالإنجليزية: George Glover)‏ هو لاعب كريكت جنوب أفريقي. شارك مع منتخب جنوب أفريقيا الوطني للكريكت. أما مع النوادي، فقد لعب مع Northern Cape (cricket team) ‏.

## وصلات خارجية
- جورج غلوفر على موقع إي آس بي آن كريك إنفو (الإنجليزية)